# 博多

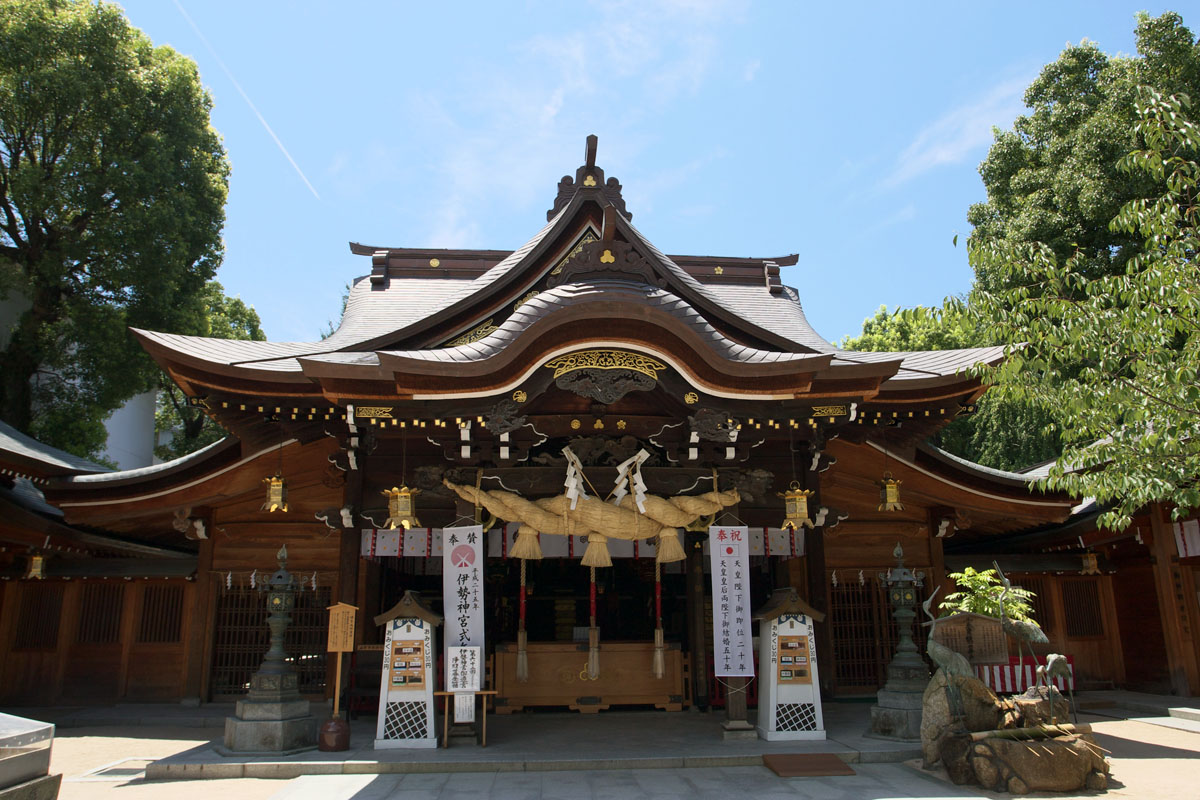
博多総鎮守櫛田神社

博多（はかた）とは、九州地方北部の筑前国、現在の福岡県福岡市博多区の一部地域である。博多湾に面する港湾都市で、博多津などとも呼ばれた。
戦国時代の合戦により博多一帯が荒廃したが、豊臣秀吉による都市整備（太閤町割り）により、博多商人の協力の下、那珂川の東側に博多の町（流）が整備され、現在の博多区の基盤となる。江戸時代以降は黒田氏により那珂川の西側に築かれた城下町「福岡」と対をなす双子都市として栄えた。1889年の市政施行時に「福岡」と合併して福岡市が誕生した。
現代においては博多区の中心である博多駅周辺のエリアを指すことが多く、広義では福岡市自体を指すこともある。古くからの博多の市街地は博多部や博多旧市街と呼ばれる。

## 概要・沿革
有史上は古代から、考古学上は3世紀後半頃から栄えた港（湊）の1つである。大陸から近いこの地は歴史上も遣隋使・遣唐使から始まる外交と交易の中心であり、また一方で筑紫国や九州北部を含め、朝鮮半島やアジア大陸との戦争や来寇に晒される国防上の要所の一つでもあった。大宰府の外港として機能したこの状況は大宰府が国政上重要な位置を占め、また元寇などの激しい外寇があった鎌倉時代ごろまで続いた。中世には、大商人達による合議制で治められた日本史上初の自治都市・商業都市として繁栄した。
一方で古代から天下統一まで度々の戦乱に翻弄され、焼け野原となった博多は豊臣秀吉による都市整備（太閤町割り）により復興し、この時に「流（ながれ）」といった現代まで続く博多の町の基礎が構築された。江戸時代に入国した黒田氏（福岡藩）が那珂川の西側に福岡城とその城下町である「福岡」を築き、商人の街「博多」と武士の街「福岡」は性格の異なる二極都市として繁栄した。明治以前までは文化的に「博多」と「福岡」の隔たりは根強いものがあった。1889年に「福岡」と統合して市制施行する際には市名を「福岡市」または「博多市」のどちらかにするかで非常に紛糾したが、最終的に福岡市に決定した。その代わりに九州鉄道（現在のJR鹿児島本線）の駅名は福岡駅ではなく博多駅と命名された。1972年に、福岡市が北九州市に次ぐ九州で2番目の政令指定都市に昇格した際には、行政区の一つとして博多区が発足した。
博多区内に所在する博多駅は九州最大のターミナル駅であり、駅周辺にはオフィス街が広がるともに2010年代以降は駅ビルのJR博多シティなど大型商業施設の集積も進んでいる。現代の博多地区の中心であり、様々な都市機能が集積した博多駅周辺は、福岡地区に位置する天神とともに福岡市の都心を形成している。ただし、狭義の博多は博多川（那珂川の支流）と御笠川に挟まれた博多旧市街（博多部）を指し、旧来からの博多の中心地である旧市街（地下鉄祇園駅（副駅名:博多旧市街口）・呉服町駅・櫛田神社前駅・中洲川端駅周辺のエリア）と、現在の博多駅周辺（博多駅中央街・博多駅前・博多駅東・博多駅南）は地理的な位置が異なる。また、かつては博多は商人の街で福岡は武士の街という性格の違いがあったが、現代においては大手私鉄の西日本鉄道（西鉄）や百貨店の岩田屋などの貢献もあり、市内最大の繁華街は博多駅周辺ではなく福岡地区の天神である。現在の博多駅周辺は繁華街というよりオフィスビルが立ち並ぶビジネス街としての性格が強い。一方で、2011年のJR博多シティ及び九州新幹線開業後、博多駅周辺の商業機能は強化されており、天神地区との競争が激化している（「天神流通戦争」も参照）。
毎年、博多部の流を中心に行われる博多祇園山笠は、博多の総鎮守として知られる櫛田神社の奉納神事で、700年以上の歴史を有する伝統行事である。この流は豊臣秀吉による太閤町割り以降、山笠や博多松囃子などの伝統行事を受け継ぐ文化的な共同体を保持し続けており、博多を特徴付ける存在として特筆される。長い歴史をもつ博多には祭りや寺社仏閣のほかにも、博多人形や博多織といった伝統工芸品が現在まで受け継がれている。

## 定義・名称

### 分類
現在「博多」と「福岡」は、特に九州外において同じ地域を指す地名として認識（誤認）されることが多く、福岡市や福岡都市圏のことを「博多」と呼び変えることも少なくない。これは市外の人にとっては博多駅が玄関口であることが多く、また博多弁や博多ラーメンなど「博多」という名称が全国的に高い知名度を持つためである。一方で福岡市博多区内の一部地域は「博多」という地名以外に言い換えができないエリアがあり、福岡市内や近郊で使用した場合はこのエリアを指すことが多い。
こういった理由により、単に「博多」という言葉を用いた場合、その言葉が指し示す範囲には曖昧性・多義性があり、人により差異はあるものの、概ね以下のような類型で用いられる。
| 定義/名称      | 地図                                   | 説明 |
| -------------- | -------------------------------------- | --- |
| 博多駅周辺     | 北緯33度35分24.8秒 東経130度25分16.4秒 | JRの代表駅かつ、福岡市地下鉄の中心駅である同駅周辺に広がるCBDおよび繁華街。住所上は博多駅中央街、博多駅前、博多駅東、博多駅南など。 なお博多駅は、1963年（昭和38年）に現在地に駅が移転する以前は、現在の祇園駅（祇園大通り）付近にあった。 |
| 博多部         |                                        | 博多区北西部の那珂川と御笠川に挟まれた、旧来の町人町に該当する地域。 南端は時代により変遷するが概ね1963年に移転前の博多駅（現在の祇園駅（副駅前:博多旧市街口）、祇園大通り）付近である。また、矢倉門は現在の博多警察署付近にあった。       |

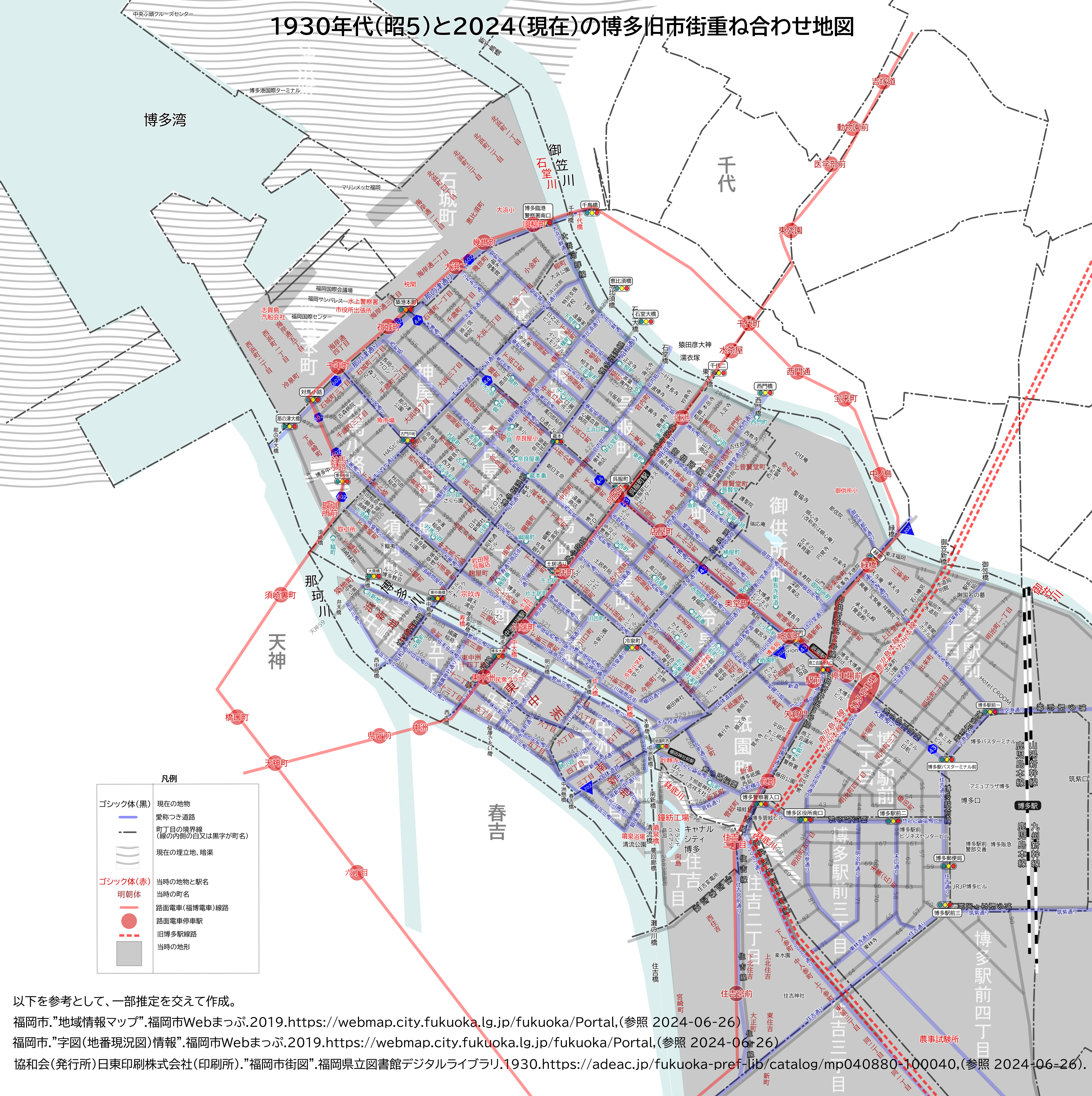
博多旧市街の1930年代（昭和5年以降）と2024年（令和6年）との重ね合わせ地図（SVG形式のファイルへのリンク）

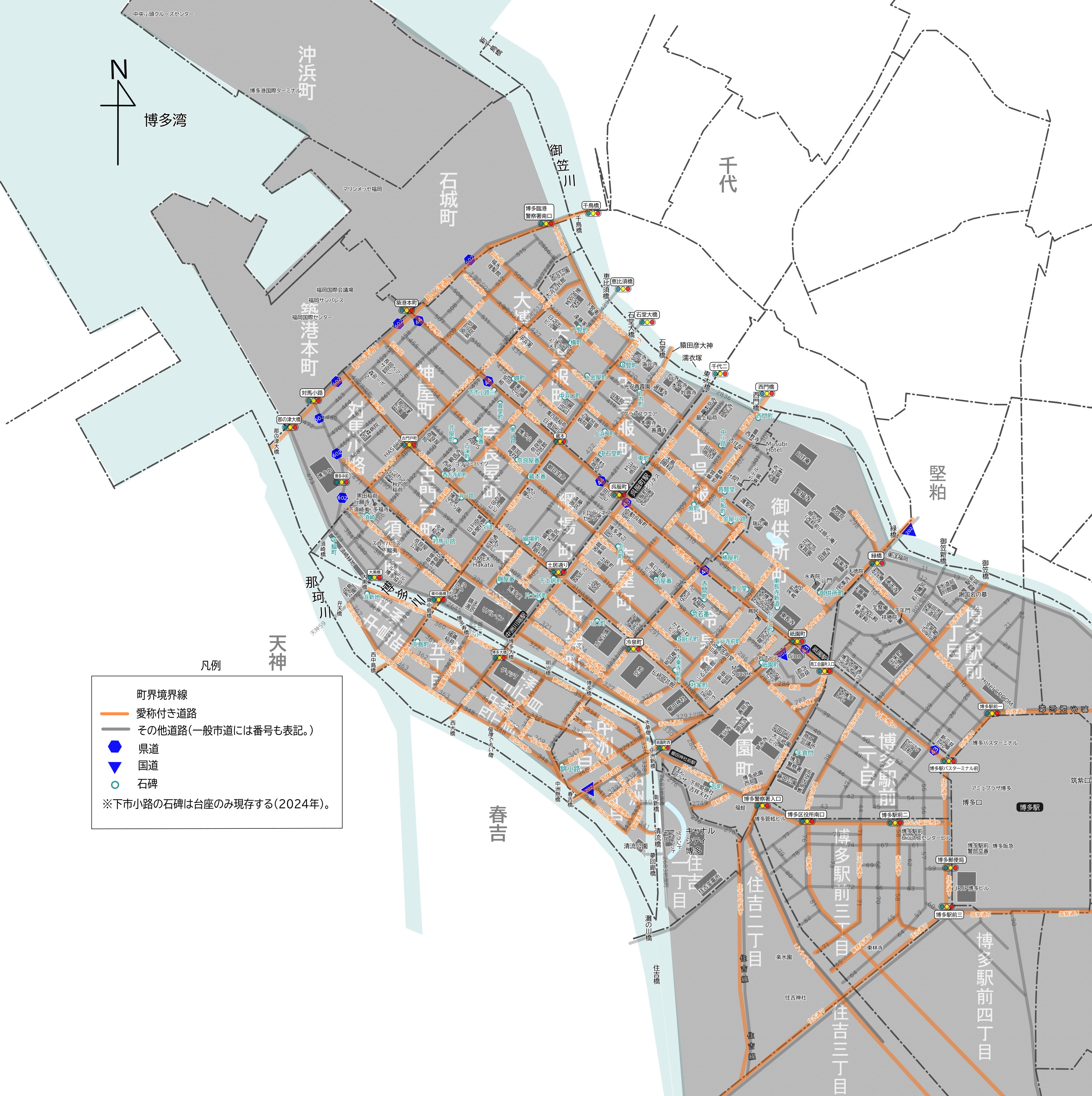
狭義の博多部の地図（2024年現在）（SVG形式のファイルへのリンク）

中洲地区

| 博多部周辺     |                                        | 博多部に、博多駅周辺・キャナルシティ博多周辺・博多埠頭および中央埠頭周辺・御笠川対岸の千代地区などを含めた博多区内の地域。 |
| 博多区         | 地図 - Google マップ                   | 福岡市の行政区の一つ |
| 博多湾沿岸地域 |                                        | 黒田入国以前の、古代から中世における文献上の参照に多い。 |
| 福岡市         | 地図 - Google マップ                   | |
| 福岡都市圏     |                                        | 春日市、大野城市、那珂川市、志免町、新宮町、糸島市など福岡市とその郊外も含めた呼称。 |

### 広義
「続日本記」において、博多の町は「博多大津」と称された。博多にある大津、すなわち海上貿易都市である。そのため博多とは、羽の形をした湾に面する干潟、すなわち那珂川の西側エリア（福岡）を含めた博多湾の旧沿岸の全域を指したものである。現代でも博多は福岡市の別称として用いられることが多く、福岡市へ行く場合には「博多に行く」などと表現する場合がある。

### 狭義
狭義として、戦国時代には自治都市、江戸時代には商人の町として扱われた博多の旧市街を限定して「博多」と呼ぶことがある。この限定定義での地域は「博多部（はかたぶ）」と呼称される。地理的には博多区北西部の那珂川と御笠川に挟まれた区域である。北西端は明治期の海岸線にほぼ相当する那の津通り近辺、南東端はかつて房州堀が存在した国体道路近辺となる部分で、教育行政の区画として全地域が博多小学校・博多中学校の校区に含まれる。地下鉄の祇園駅・呉服町駅・中洲川端駅・櫛田神社前駅一帯のエリアに相当し、現在の中心地区である博多駅（博多区博多駅中央街）周辺とは位置が異なる。
- ウィキメディア・コモンズには、博多旧市街の地図に関するカテゴリがあります。

また、これに御笠川右岸の千代町を含めた部分は、複数町からなる「流」を構成して博多祇園山笠や博多松囃子などの伝統行事を受け継いでおり、博多を特徴付ける文化的共同体を形成している。この博多部に対して、那珂川以西の旧城下町を福岡部（ふくおかぶ）とし、この両者を総称して福博（ふくはく）と呼ぶことにより、博多部の独自性に配慮して福岡市中心部を表現することがある。
1871年の廃藩置県で福岡部が第一区、博多部が第二区となったあと、これを併せた第一大区が福岡区を経て1889年の市政執行時に福岡市となった。博多の地名は福岡市が政令指定都市に昇格した1972年に「博多区」という行政区名として復活したが、その区域は旧来の博多（狭義）から大幅に拡張されたものとなった。
NPO法人博多部まちづくり協議会では特に注釈なくこの狭義の「博多」（博多部）を用いている。また、『博多んもんの魂』など大庭宗一の著作ではこの狭義の意味でしか「博多」という言葉を用いていない。いっぽう現代では福岡市とその周辺において、単に「博多」や「博多にある」という表現を用いる場合は、都市機能が集積した博多駅周辺を中心とした博多区の限定的な地域の地名を指す場合が多い。

## 歴史
博多は、古代においては大宰府の外港として機能した。筑紫館（つくしのむろつみ）、迎賓施設である鴻臚館（こうろかん）が置かれた。中世には商港として栄えた。平安時代から鎌倉時代までの地形は現代と大きく異なっていた。遣隋使や遣唐使が派遣される以前から在地の奴国と漢の交流があり、中国や日本の歴史上の文献に見える那の大津の記述などは、そのいにしえの古さを物語る。三津七湊の筆頭でもある。

### 起源と古代
古く「那津（なのつ）」「荒津（あらつ）」「灘津（なだつ）」「冷泉津」「筑紫大津」と呼ばれていた博多湾は、797年（延暦16年）の『続日本紀』において「博多大津（博多津）」と記されているのが見出される。「ハカタ」の語源は、「土地博（ひろ）く人・物産多し」という言葉から「博多」、大鳥が羽を広げたような地形から「羽形」、海外へ出る船の停泊する潟から「泊潟」、射た鶴の羽が落ちたとして「羽片」（鶴の墓は太宰府市の榎社にある）、切り倒された大樹の葉が舞い落ちたので「葉形」などの説がある。この当時の「博多」というのは現在の博多湾に面する一帯を指すものであった。
大宰府の外港であった博多津には万葉集にも読まれた筑紫館という日本最古の外交施設が存在した。その後、同じ場所に鴻臚館として建て直され、鴻臚館貿易が行われるとともに、遣隋使、遣唐使が経由地として訪れていた（鴻臚館は現在の福岡城内で発掘作業が行われている）。757年（天平宝字元年）に櫛田神社が創建。806年（大同元年）に唐より帰朝した空海は博多に東長寺を建立している。
藤原純友の乱に際しては、朝廷追捕使小野好古と藤原純友との争いで博多の町が焼失する。この争いの前、好古は戦勝祈願にと櫛田神社に素盞鳴大神を勧請したとされる。

### 日宋貿易
鴻臚館の衰退ののち、博多津では北宋や南宋の商人や住吉神社・筥崎宮など寺院神社や荘園領主らの私貿易による日宋貿易の拠点となった。1019年（寛仁3年）の刀伊の入寇や1151年（仁平元年）の大宰府追捕使による襲撃があったものの日宋貿易で栄え、近年の発掘調査から宋銭が博多でも流通していたことが判明している。
平安時代末期から、後世「大唐街」と呼ばれる宋国人街が筥崎宮周辺に形成された。異国風の建物が建ち並び、多数の外国人商人が行き交う国際都市であった。宋人は船団を組んで盛んに往来し、博多に居を構え、寺社とも結び付いた。このような宋商人は「綱首」（ごうしゅ、こうしゅ）と称される。1195年（建久6年）に帰朝した栄西が博多に聖福寺を開山したのも、博多綱首が心物両面で援助したからであった。1241年（仁治2年）に宋より帰朝した聖一国師円爾（弁円）の承天寺開山も博多綱首で小呂島地頭の謝国明が援助したことによる。この時期、宋により茶・饂飩・蕎麦・饅頭が日本にもたらされ、博多はこれらの発祥だという説がある。
平清盛は父忠盛の後を継いで伊勢の銀などを輸出品に宋との貿易を活発化させた。1158年（保元3年）に大宰大弐となった頃に清盛は博多に人工港「袖の湊」（そでのみなと）を開いて日宋貿易の中継地としたと考えられている。
博多どんたくの前身である博多松囃子は、清盛の子重盛が博多の町にもたらした恩恵への謝意を示したのがはじまりとされ、また博多祇園山笠は円爾が疫病の流行する博多の町を甘露水で清め回った1241年を起源としている。
ちなみに1222年（貞応元年）に人魚が博多の海に流れ着いたという記述があり、その骨とされるものが龍宮寺に所蔵されている。

### 元寇 - 室町時代
元寇が襲来した文永の役（1274年）によって博多の町は焼失した。再来を警戒して博多湾沿岸には元寇防塁が築かれる。防塁が築かれたことから博多の別名として「石城」の名が生まれる。元寇ののち1293年（永仁元年）に鎮西探題が設置され（現在の櫛田神社の近く）、大宰府に代わって九州統治の中心となる。鎌倉時代末期には、全国主要寺社の造営費を獲得するため、博多商人が幕府公認の下、しばしば元との間に交易船を往来させた（寺社造営料唐船）。
1333年（元弘3年）に後醍醐天皇が挙兵すると、菊池武時が鎮西探題北条英時を襲い博多の町を焼き払った。武時は少弐貞経や大友貞宗によって駆逐されるが、足利尊氏によって京都の六波羅探題が陥落したことが伝わると貞経や貞宗さらには島津宗久らは北条英時から離反、鎮西探題を滅ぼした。1336年（建武3年）、建武の新政に離反して九州へ落ち延びた足利尊氏は少弐頼尚・島津貞久・大友氏泰らとともに多々良浜の戦いにて菊池氏を破る。
足利義満治世の1371年（応安4年）に管領細川頼之によって今川貞世（了俊）が九州探題に任命され、懐良親王等南朝勢力の掃討、御家人の守護被官化に務めた。貞世はまた対馬、壱岐、松浦、五島列島を本拠地とした倭寇によって博多に売られたであろう高麗人捕虜を哀れみ、帰国させている。さらに、明からの倭寇討伐の要請などを受け、大内氏とともに倭寇を討伐し、幕府の日明貿易（勘合貿易）開始に携わったが、讒言にて失脚した。
貞世の次に九州探題となった渋川満頼は、応永の外寇に際して博多商人宗金をして幕府との連絡を行い、博多商人の平方吉久（外郎の由来である陳宗敬の子）と妙楽寺住職の無涯亮倪を朝鮮に派遣し、李氏朝鮮使者の宋希璟が博多を訪れたときは自ら接待した。
足利義持は、私貿易を行っていた大内義弘を応永の乱で討ったのち、安芸出身といわれる博多商人肥富（小泉）の進言を受けて1401年（応永8年）に祖阿を正使、肥富を副使として明へ第1回遣明船を出してもいる。
この頃の博多商人は日明貿易や日朝貿易のみならず、琉球を経由して東南アジアとの貿易にも関わり、中でも道安という商人は琉球国王の名代として貿易を行った。明で買い付けた生糸は日本で20倍の価値になり、逆に日本の銅は明で4～5倍の価値になったという。また銅銭を輸入し、日本刀や硫黄などを輸出し、博多商人は巨万の富を得ていた。その様子は海東諸国紀にも記載されている。
渋川満頼が九州探題を辞したのち、大友氏は1429年（永享元年）朝鮮に使者を遣わして博多支配を宣言、宗金など商人たちは大友氏の保護下で貿易を行う。当時の博多の町は、港がある北東部「息浜」（おきのはま）に6000戸、聖福寺・承天寺周辺の南西内陸部「博多浜」に4000戸あり、息浜を大友氏が、博多浜を少弐氏が治めていた。
日明貿易が再開した1432年（永享4年）、少弐嘉頼家臣・三原入道の家人と秋月満種家臣・原田種泰の家人が見物に来ていた博多祇園山笠の「追い山」の会場にて衝突、三原方50人余、原田方20人余の死者を出した。翌年には少弐家人と大内持世家人が博多で衝突。さらに翌年には大内家人と少弐家人が箱崎にて衝突している。この他にも守護大名同士や大身らは、筑前国の覇権や日明貿易の主導権をめぐって抗争を各地で起こした。
1478年（文明10年）、大内政弘は少弐勢力を博多から追放、筑前や豊前までを勢力下に置き、博多の町は大内勢力と大友勢力の配下となる。

### 戦国時代
応仁の乱ののち堺が足利将軍家や三管領細川氏らの日明貿易の拠点として台頭すると、博多商人や大内氏と利害が衝突するようになる。そのもっともたるのが日明貿易の港寧波で大内義興一味と細川高国一味が争った寧波の乱（1523年）である。こののち大内義隆が1536年（天文5年）に遣明船を再開する。義隆はまた博多祇園山笠の舁き山12本のうち6本を周防国山口に分け移したと言われている。1551年（天文20年）に義隆が家臣陶晴賢の謀反で追われ自害したのち、博多の町は大友宗麟により統治される。宗麟は1559年（永禄2年）に幕府から九州探題に任命されてもいる。
だが同年に大友宗麟に反旗を翻した筑前国衆の筑紫惟門は、1559年4月12日(永禄2年2月25日)に兵2,000で博多の街を焼き払って破壊し、大友氏の博多代官を殺害した。イエズス会の宣教師ルイス・デ・アルメイダによれば、1570年3月上旬(永禄13年1月)の博多の町は森林のごとくに変貌して20戸ほどしか居住していなかったという。このとき多くの商人は肥前国に避難しており、神屋宗湛も唐津に逃れていた。しかしその2カ月後にアルメイダが再び博多を通過した時には20戸から3,500戸に増えて、程なく人口1万人に達する勢いだったといい、1570年（永禄13年/元亀元年）の博多の急速な復興がうかがえる
。
大友氏は、博多の町の南東を流れ那珂川に注ぐ比恵川の氾濫を防ぐため大規模な治水工事を元亀・天正年間に家臣臼杵鎮続に命じて行わせ、博多湾に直接流れ込むようにした。今の石堂川（御笠川）である。そして比恵川の跡を堀として敵の来襲に備えた。臼杵鎮続が安房守であったことから房州堀と呼ばれる。房州堀は江戸時代には古屋堀とも呼ばれ、明治に入って九州鉄道博多駅（現在の祇園駅付近）が建設されるまで残っていた。堀の近く、現在の博多警察署の場所に矢倉も建てた。
大友氏時代の博多は九州で最も富裕な町であったと言われる。有力商人を中心として自治が行われていたとイエズス会士ルイス・フロイスは伝えている。博多では「年寄」と呼ばれる役職が自治運営をしていたと考えられ、後年の1597年（慶長2年）の資料において「十六人之年寄衆」と残っている。また宣教師アルメイダは「博多はキリスト教を受け入れず日本一布教しづらい土地であった。その理由は裕福で贅沢な町だからである」と伝えている。フランシスコ・ザビエルは平戸から京都へ赴く途中に博多にも立ち寄っているが、男色の酷さに辟易とし足早に去っている。当時の西欧の文献において博多は「Facata」「Focata」「Facatta」と記載された。
博多商人は戦国時代も活躍し、その一人で神屋宗湛の祖父寿禎は大内義隆の父義興の支援で石見銀山を開発する。また種子島に漂着（1543年）した明国船に乗船していた明国人王直は博多商人3人を貿易仲間としていた。この時期、日明貿易船や平戸と長崎に来航しているポルトガル船・オランダ船などに無担保で買付用の銀を融資し、航海成功時に3～11割の高利子を付けて返済させる「抛銀」（なげがね）というリスクの高い商行為がおこなわれており、神屋氏をはじめ博多商人もこれによって多額の利益を得た。
1578年12月20日(天正6年11月12日)の耳川の戦いで大友氏が島津氏に大敗したことが筑前国に伝わると間もなく、博多で筑紫広門と秋月種実の軍勢による掠奪が起き、1579年1月3日(天正6年11月26日)にイエズス会の司祭と修道士は博多を脱出した。1580年（天正8年）には龍造寺隆信が筑前国に進撃し、博多の町のほぼ全土が焼失した。続いて島津義久の軍が復興した博多を占領するも1586年（天正14年）8月下旬に博多を焼き払って撤退する。
1587年（天正15年）豊臣秀吉は九州征伐を行い島津氏を降伏させる。九州平定後秀吉は筥崎宮に滞在し、千利休や神屋宗湛らを招いて茶会を開く。同年6月10日に秀吉は、平戸からコエリョとモンテイロが秀吉に謁見するため乗って来たフスタ船に、箱崎浜から乗船して焦土の博多を眺める。そしてすぐに博多の復興に取り掛かり、黒田如水をして住民を呼び戻す役目を担わせた。その後には石田三成を博多奉行に任じ、博多商人の宗湛や嶋井宗室にも協力をさせ、本格的な復興に取り掛かった。入り江や湿地を埋め立て、息浜と博多浜を一つの町とし、最初の縄張りを行った南北の街路を「一小路（市小路）」とし、町を袈裟の七条になぞらえて七小路（七筋）七堂七厨子七口七観音とし、七小路に面する町々を「流」（ながれ）という単位に集合させた。この復興事業は「太閤町割り」と呼ばれる。また荒廃した櫛田神社に社殿を寄進した。
秀吉は復興とともに9か条からなる「定」（さだめ）を発布。問屋や座を禁じ、土地家屋への課税「地子」や武士への労役「諸役」も免除し、博多に武士が家を持つことも禁止され、博多の廻船を全国で保護し、喧嘩も両成敗とした。楽市楽座政策である。これらは朝鮮出兵を見越して博多の町を兵站供給地とするためであったとされる。また、秀吉はこの博多滞在中の6月19日にバテレン追放令を発布している。
ただし、秀吉の当初の復興計画は、博多を九州統治および将来の朝鮮出兵のための政治・軍事都市とする予定であった。（当初は豊臣政権の五奉行筆頭である治部少輔石田三成に筑前52万石を与える予定であった。）この年の5月から6月にかけて、豊臣秀長や田中吉政らに充てた複数の書状によれば、博多に城を建設して秀吉の九州における居城にするとともに五大老の一人小早川隆景に筑前を与えて留守居役を兼ねさせること、南蛮・中国・高麗（朝鮮）との貿易を博多一港に限定する代わりに博多の中心地から寺院・神社を排斥して郊外に移転させ、市内にはイエズス会に教会を建設させる構想があったとされている。ただし、その代わりに大村氏がイエズス会に寄進した長崎の返上と商船の博多回航を条件としたことから、イエズス会側が警戒を強めてこれを辞退、これが全国の支配者たる秀吉への非服従と看做されてバテレン追放令の一因になったとする説がある。また、建設予定であった博多の留守居役に予定していた小早川隆景もこれを辞退したため、結局秀吉の新城建設・寺社排斥構想は中止されて従来通りの商業都市としての復興路線に修正を余儀なくされた。
いずれにしろ搏多湾は水深が浅く、ナウ船・ガレオン船が停泊出来なかったため、天然の良港である平戸・長崎のようなポルトガル・スペイン・オランダ・イギリスとの貿易港になれなかった。秀吉がポルトガル側通商責任者ドミンゴス・モンテイロに対し、平戸、口之津、長崎だけでなく、博多にも入港するよう言い渡すが、博多湊の水深の浅さを理由に拒絶（この直後にバテレン追放令が出されている）。博多港に大型船が停泊出来るようになるのは平戸の中村精七郎の施しにより昭和になってからである。

### 江戸時代
秀吉により豊臣政権の五大老の一人である小早川隆景が筑前国領主になり、前述のように博多ではなく東区の名島に城を築いた。隆景の後を継いだ養子の秀秋は関ヶ原の戦いの勲功によって備前・美作に移封され、代わって黒田長政が筑前国に封じられた。長政は父如水とともに博多の町の那珂川対岸の、旧那珂郡警固村福崎の地に福岡城を1601年（慶長6年）から建設（福岡城は万葉集にも出て来る筑紫館鴻臚館が建っていた場所でもある）。城下町も整え、城北側の唐津街道沿いには前封入地豊前国中津から従った商人や職人を居住させた。「福岡」の地名は福崎という地名の丘に城を建てたことと、黒田家の故地（備前国邑久郡福岡村、現在の岡山県瀬戸内市長船町福岡）に因んだもので、長政が移封に際し名付けたものである。
ここにおいて町人町博多と城下町福岡の二極都市が生まれる。藩政時代において既に「博多」と「福岡」は別個と考えられていた。
神屋宗湛は茶の湯をつうじて如水と旧知の仲であった。また嶋井宗室は朝鮮出兵に反対し秀吉から蟄居を命じられたが福岡城築城に際して協力していた。しかし長政は徳川家康から賜った暹羅（シャム）貿易の朱印状を商人の大賀宗九に与え、藩の代わりに貿易を行わせた。これは宗九が築城に際して多額の金銀を献上したからのみならず、大商人として権威を持ち秀吉と親交深く三成とも関係のあった宗湛や宗室が新領主にとっては疎ましかったためと考えられる。のちに「博多三傑」と言われるこの3商人のうち宗湛と宗室は凋落し、宗九は栄えた。宗九は貿易のほか抛銀を行い、また出島の建設資金を拠出して家主株を獲得している。
2代藩主黒田忠之は宗九の子である大賀宗伯や伊藤小左衛門に島原の乱の兵站を任じた。また1633年（寛永9年）に鎖国令が発布されて14年後の1647年（正保4年）にポルトガル国王使節シケイラが長崎に来航し日本との通交再開を求めたとき、福岡藩が長崎警備であった。忠之は再び宗伯と小左衛門に兵站を任じる。宗伯は長崎伊奈佐郷の住居を買い占めて打ち壊し、焼き討ちの資材をいち早く準備した。
大賀宗伯とともに御用商人として活躍した伊藤小左衛門はそののち1667年（寛文7年）、朝鮮への武器密輸の金元（出資者）であったことが発覚。長崎奉行の判決により一族全員が処刑された。また博多商人で長崎代官となった末次平蔵は密貿易に絡み1630年（寛永7年）に江戸にて幽閉のうえ斬殺された。黒田忠之の時代（鎖国の時代）に海外貿易を生業とする博多商人の活躍は急速に色褪せていったが、変わりに廻船の中継湊として栄え、花街の博多柳町など華やかな商人文化も生まれた。博多の町は秀吉の「定」により武士の居住が禁じられ、江戸時代になっても武士の居住は行われなかった。博多の町は藩から遣わされた2人の町奉行（寺社奉行も兼任）により管轄された。奉行所は寛文年間には博多の中（須崎町）にあったが、そののち博多の外に置かれることとなる。それとは別に博多津中の家格の高い知名士らから12人の年行司が輪番で任命され、運上銀の徴収や事件等の町奉行への報告などの任に就いた。100ほどあった各町内からは年寄と年寄助役が1人ずつが選任され、町費の収拾など自治活動の中心に立った。また町内の10～20軒を1組とし組頭取1人が選出された。そして年寄の中から流ごとに月行司が1人選任され（1-2か月ないし半年ほどで交代）、流内の取りまとめと博多全体での相談事での流代表の任に当たった。年行司が徐々に減少し、一時期は2人にまでなった。
一時的に途絶えていた博多松囃子は黒田忠之の命により1642年（寛永19年）に再開となった。松囃子一行は博多から出発し、城下町福岡に入り、福岡城の藩主に年始の挨拶をすることとなる。博多祇園山笠は江戸時代にも博多の町中で行われ、1687年（貞享4年）に追い山が始まっている。
1732年（享保17年）の享保の大飢饉の折には博多でも多くの餓死者が出た。中洲に今でも残る餓人地蔵尊は、飢饉で行き倒れた人々を弔ったものである。
江戸時代後期には聖福寺第123世住持の仙厓義梵（せんがいぎぼん）（1750年～1837年）が活躍した。仙厓和尚は水墨画を描いており、禅の境地を簡素に説いたユーモアな戯画を多く遺している。

### 近現代
時代は明治となり、1871年（明治4年）に廃藩置県によって福岡藩は福岡県となる。1872年に福岡県は32区に分けられ、城下町福岡は第一区、町人町博多は第二区とされた。そののち32区は16区に再編成され、福岡は第一大区、博多は第二大区となった。1876年には16区は9区に再々編成され、福岡と博多を統合して第一大区とされた。1878年には郡区町村編制法施行によって福博は福岡区となった。
1889年4月1日「市制及び町村制」の公布により博多・福岡に於いて市制を施行しようとする際、市名を「博多市」とするか「福岡市」とするか、博多と福岡の間で大論争が巻き起った。4月1日時点での人口は博多25677人、福岡20410人、東中洲ほか四字1530人であった。「福岡市と博多市を分離独立するべき」など極端な論調まで飛び出すもののまとまらず、翌年3月、県令により博多・福岡をまとめて1つの市として発足させることとなり、市名を「福岡」とすることになった。議場は東中洲の「共進会館」に置かれた。
福岡市としての発足のさいに仲裁案として同年に開通することになった九州鉄道の駅名を「博多駅」とすることによって県は議論の決着を図ろうとした。博多駅の立地は現在の地下鉄祇園駅付近であって博多の辺縁に位置した。福岡市境の農耕地だったため駅舎建設が容易であり、また小倉・熊本方面へ鉄道を結ぶに好都合であったと考えられる。しかし駅名による決着に納得のいかない博多側の議員が翌1890年に市名を「博多市」と改名する案を提出。議員数は博多側17人・福岡側13人（出席議員は博多側15人、福岡側12人（うち1人は議長））であったが軟禁等妨害工作もあってか票は13対13の同数に割れ、旧福岡藩士であった不破国雄議長も議長席を降りて一議員として投票したが、再び13対13となり、最終的には不破国雄議長に代わって議長席に着いていた議長代理者により「変更せず」とされ否決された。よって市町村制度下において「博多市」という市が存在したことは過去においても一度もない。その後も度々市名変更の議論が巻き起こったものの、現在まで市と（市の玄関と言う意味で中心となる）駅とで名前が異なる状態が続いている。またこの混乱当時、旧福岡藩士中心だった玄洋社壮士たちは「福岡市」を支持して反対工作を展開した。
1896年には博多電灯（後の九州電灯鉄道）が発足。同社が東中洲に発電所を建設して1898年より供給を開始したことで、岩田屋呉服店（のちの岩田屋）など博多の商店で電灯が点された。また1898年には同じく東中洲に福岡電話交換局が設置された。1910年には福博電気軌道、翌年には博多電気軌道が路面電車を福岡市内に開業した（後の西鉄福岡市内線）。
明治の川上音二郎を筆頭に、博多は文化の街として多くの人間を輩出した。1934年（昭和9年）に開店した喫茶店「ブラジレイロ」が文学サロンとなり、火野葦平、夢野久作、原田種夫らが足を運んだ。また1925年（大正14年）には当時の福岡市内で初の百貨店である福岡玉屋が開業するなど商業の街としても急速に発展した。
太平洋戦争末期の1945年6月19日の福岡大空襲により博多・福岡は焼夷弾により被災。およそ2時間の爆撃により焦土と化し、この空襲により福岡市内で死者902人・行方不明者244人・負傷者1078人の被害を出した。博多の町も被害甚大で、同年の博多祇園山笠は中止となる。
1962年に施行された住居表示に関する法律により1950年代後半以降福岡市でも順次住居表示が実施されていったが、博多の旧来からの町名が数多く失われる結果となった。このことは「町名町界整理」と呼ばれ、博多祇園山笠の運営をおこなう「流」や、流を構成する町々に多大な混乱を引き起こした。その結果、流の再編がなされて現状へと至る。また、町名に関しては町名の統廃合を実施しつつできるだけ単独の町名を採用することにして対処をすることとなった。その結果、御供所町や祇園町などにおいて本来のエリアより範囲が拡大した町が複数誕生した。
1963年、博多駅が現在の位置へと南東約600mに移転。併せて駅周辺地区の区画整理事業が行われ、当時は田畑の多かった場所に駅から放射状に街路の伸びる新市街が形成された。
明治に行政上から消失した博多の地名は、福岡市が政令市に昇格した1972年4月1日に「博多区」としてその名称を復活させた。これに伴い博多駅周辺の地名が「福岡市博多区博多駅前」「博多駅東」「博多駅南」となる。

## 地理的変遷

### 縄文海進
現代から約3000年前の紀元前10世紀頃に縄文海進のピークがあり、博多湾の海岸線は、次の中世期の袖の湊形成期に述べるよりも、さらに大きく後退しており、これに現代の福岡市の主要河川の樋井川、那珂川、御笠川が注ぎ込むことと、縄文海進ピーク以降の現代までの緩慢な海退により、縄文期の海岸線より海側に向けて徐々に海浜砂による砂礫層が形成されていった。中世の袖の湊形成期は、「冷泉津」や「草香江」が現在の市内中心部に大きく進出していた時代であるが、これは14世紀（1301年～）頃に始まる小氷期によるやや大規模な海退の手前の時期にあたる。

### 袖の湊
中世の博多津は、平安時代の1161年に平清盛により日本初の人工港「袖の湊」が建設されたことにより始まる。住吉神社蔵「博多古図」によると、当時の博多津は大きく「草香江」、「冷泉津」、聖福寺や櫛田神社などがある博多中心部とそこから橋で繋がれた「沖の浜」と言う出島により分けられていた。当時の比恵川（現在の御笠川・石堂川）は西に流れ住吉神社の北側で海に注いでおり、博多中心部はそれより北の部分にあった。
「冷泉津」は現代の天神地区を中心として東西は中洲地区から赤坂地区周辺、南は住吉神社手前までに及び、この一帯は当時は全て海の底であった。冷泉津と草香江は当時の平尾村を中心とするやや小高い丘陵（現在の南公園から西公園に至る地域）によって隔てられ、「草香江」もまた、現在の草香江・六本松地区を中心として、全て海の底であった。平尾村の丘陵の北端からは東方の沖の浜に向け細長い砂嘴が伸びており、これを「長浜」と呼んだ。
「冷泉津」には南から那珂川、東には比恵川が注ぎ込んでおり、当時の那珂川河口（現在の塩原地区）付近に浮き島として「箕島」（現在の美野島地区）があり、そのすぐ北に江を隔てて、「冷泉津」のほとりに住吉神社が鎮座していた。筥崎八幡宮は、博多中心部から見て東北方向の海岸沿いにあった。現在の向野地区に鎮座する石投げ地蔵は当時「潮焦塚（塩煮塚）」と呼ばれていた。

### 鎌倉時代以降

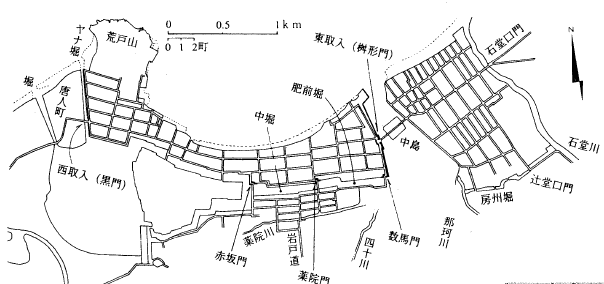
寛永ごろまでの福岡・博多（推定）

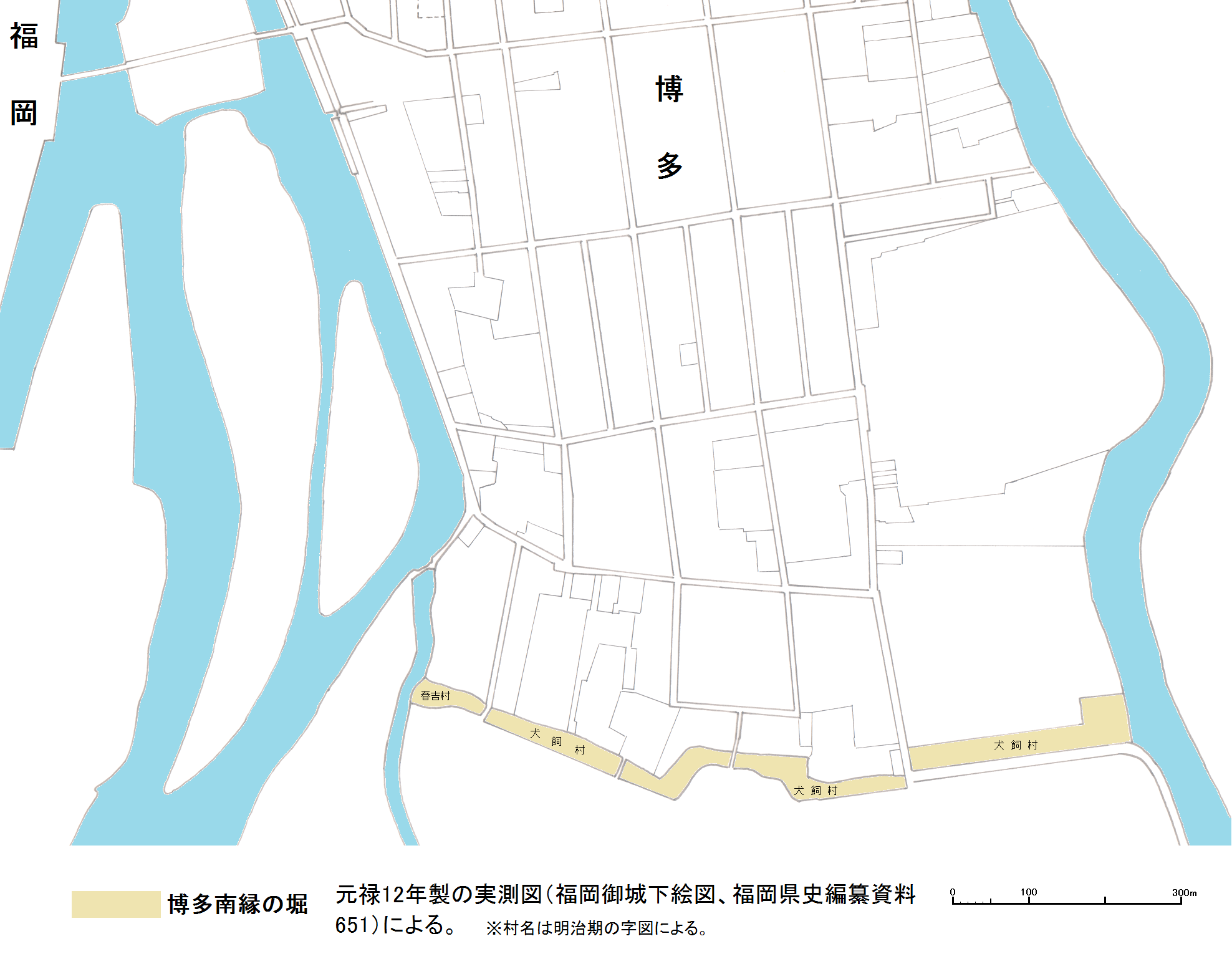
博多南縁の堀

福岡博物館所蔵の博多古地図（1550年頃）によると、博多湾の海岸線は、現在の九州大学病院付近から博多区古門戸町付近を結ぶ付近にあり、また、現在の博多川より西側は、住吉小学校付近まで海岸線が下がっており、現在の博多区中洲、中央区天神や渡辺通付近は海であった。三笠川（現在の御笠川・石堂川）は現在の堅粕小学校付近から西に大きく曲がり、現在のキャナルシティ付近で那珂川に注いでいた。この部分は当時は比恵川と呼ばれていた。なお、 2016年11月8日の地下鉄七隈線の延伸工事中の陥没事故地点（博多駅前2丁目交差点付近）はかつての比恵川跡と重なる。
元亀・天正年間に大友宗麟の命を受けた臼杵鎮続により大規模な治水工事がおこなわれ、三笠川から博多湾に直接そそぐようにされた（現在の石堂川）。また比恵川は博多防衛のために堀を築造し、房州堀とした。房州堀の門を矢倉門とし、直近の出来町に小砦を築く。
このようにこの時代の博多津は、概ね、古門戸町付近の海岸線、現在の博多川、房州堀と、当時新造された、現在の石堂川に囲まれた地域であり、水郷都市の様を呈していた。中世初期までの博多津は入江などによりさらに海岸線が凹んでおり、現在の中洲川端駅付近で東西に括れた地形になっていた。そこから北の部分を息の浜（沖の浜）、南側を博多浜と呼んでいた。
鎌倉時代の元寇の後、沖の浜（現在の蔵本町付近）から現在の古門戸町付近までの海岸線沿いに防塁が築かれている。このころ、博多津の海沿いには承天寺、聖福寺、櫛田神社、萬行寺が鎮座しており、文字通り博多の中心部であった。
前述の石堂川の築造により房州堀（旧比恵川）の流量は著しく下がり、旧比恵川河口に中州が形成され、これが現在の中洲地区にあたる。
安土桃山時代から江戸時代にかけては、豊臣秀吉の太閤町割や、黒田氏により築造が行われた。中央の東西に凹んだ入江は狭められるとともに東西が連結されて、博多大水道と呼ばれる小運河が作られた。
近代では中洲ほか周辺地形が前述の海退現象（海水準変動）により形成もしくは埋め立てにより広がり、房州堀はほぼ消失し一部は暗渠化され、現在の那珂川、博多川、御笠川（石堂川）を境とするほぼ連続した地形が形成され、さらに北側に海岸線が上がり、人工埠頭が形成されて現在の地形に至っている。

## 「博多」の用法など

### 交通
博多の玄関口の駅は、新幹線を含む全旅客列車停車駅である博多駅であり、同駅は福岡市および九州地方最大のターミナルでもある。一方、福岡には「西鉄福岡（天神）駅」が存在する。なお、1935年以降、単なる「福岡駅」は福岡県・市には存在していない。なお他に、「南福岡駅」や、「博多南駅」、「博多総合車両所」などがある。
港名は「博多港」であり、明治から昭和初期まで用いられていた「福岡港」（現在の福岡船溜）の呼称は博多臨港線の貨物駅「福岡港駅」（1985年廃止）に残すのみとなっていた。志賀島と糸島半島を結ぶ線から内側の湾名は、国土地理院の定義では西部域を「福岡湾」、東部域を「博多湾」とするが、一般的には総じて「博多湾」と呼ばれ、地図によっては両者が併記される。

### メディア
バラエティ番組のみならず報道番組といったテレビ番組や全国区の雑誌の記事や漫画などのマスメディアでは、しばしば曖昧な定義で「博多」 という言葉が利用され、時には福岡市を「博多市」と誤って紹介することすらある。
ターミナル駅であり他県との玄関口となる博多駅をはじめ、博多どんたく・博多祇園山笠・博多ラーメン・博多明太子など全国的に知られた祭事や土産品や施設などに「博多」という言葉が用いられる。そのため、九州外での認知度としては「福岡」よりも「博多」の方が高い事がままある。東京駅では博多行きの新幹線が日常的に発着することもあってか、東日本方面で福岡方面を指す場合、「福岡のほう」と言うよりも「博多のほう」と言う方が通りが良いのも否定できない。全国区で活躍するタレントや歌手が自らの出身をわかりやすく「博多」と言うこともその証左である。
福岡市出身の漫画家・うえやまとち作の漫画『クッキングパパ』では、天神や百道などを含め、福岡市の意味としてその大部分を「博多」と表現している。しかし漫画の舞台は博多部でもなければ博多区でさえない東区の香椎である。西尾維新作の小説『新本格魔法少女りすか』では冒頭部に「博多市」の名が登場するが、これは福岡市をモデルとした架空の都市である。

### 特産品
福岡県産のブランド農産物が全国の市場に向けて出荷される際、マーケティング戦略として「博多」の知名度にあやかったネーミングがなされている。その例として、イチゴの博多あまおう、博多なす、博多万能ねぎ、はかた地どり、博多華味鳥などがある。これら博多ブランド農産物の生産地には、熊本県に隣接するみやま市や、大分県に隣接する豊前市なども含まれる。

### 方言
博多部を中心に用いられた方言が博多弁である。江戸時代までは福博の住み分けが明確であり、中洲を越えた那珂川対岸の福岡部（福岡城城下町）では福岡城勤めの武士層と家族係累が話す「福岡弁」（がっしゃい言葉）が用いられていたが、もともと話者の絶対数が少なかったうえ、平成に入ると話者はほぼ消滅し、一部の方言研究家による文献に残るのみである。かくして明治期以降、博多弁が博多部を中心に福岡市とその周辺に広がった。

## 「博多」を冠する主な施設・企業等
必ずしも博多部にあるものばかりではない。商業施設やホテルなどは博多駅周辺に集積している。

### 商業・娯楽施設
- 博多駅関連

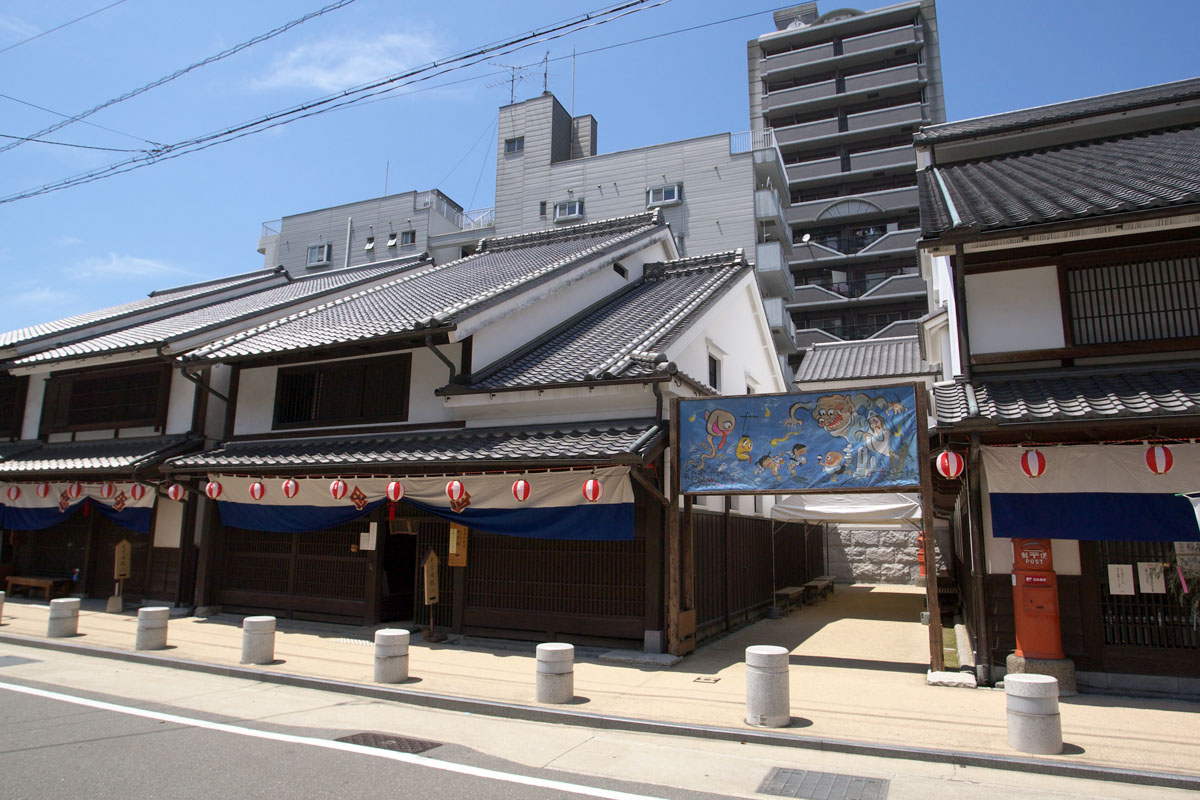
「博多町家」ふるさと館

  - JR博多シティ - 博多駅ビル。2011年3月開業。
    - アミュプラザ博多
    - 博多阪急
    - 博多井筒屋 - かつて博多駅にあった百貨店。

  - マイング博多駅名店街
  - 博多駅地下街
  - 博多デイトス
  - エキサイド博多 - 2015年4月にデイトスアネックスに改称。
  - KITTE博多 - 2016年開業。
    - 博多マルイ

  - JRJP博多ビル
  - 博多バスターミナル
  - ヨドバシ博多
- キャナルシティ博多
- 「博多町家」ふるさと館
- 博多川端商店街（川端通商店街）
- 博多リバレイン
  - 博多座
  - 博多リバレインモール by TAKASHIMAYA 博多温泉
- 博多大丸 - 大丸松坂屋百貨店（J.フロント リテイリング傘下）の連結子会社。かつては呉服町交差点（福岡市地下鉄箱崎線の呉服町駅）にあった。中央区天神にある店舗名は「福岡天神店」。
- ベイサイドプレイス博多埠頭
  - 博多ポートタワー
- ゆめタウン博多

### スポーツ施設
- 博多の森 - 公募により決定された東平尾公園の愛称。
  - 博多の森球技場 - ネーミングライツにより2008年3月1日から2020年2月29日までは名称が「レベルファイブスタジアム」となり、2020年3月1日からは「ベスト電器スタジアム」となったサッカー・ラグビー専用スタジアム。アビスパ福岡のホームスタジアム[24]。
  - 博多の森陸上競技場
  - 博多の森テニス競技場
  - 博多の森弓道場
- 博多スターレーン - 2019年3月31日で閉館。

### 学校
- 博多高等学校
- 博多女子中学校・高等学校
- 福岡県立博多青松高等学校
- 福岡市立博多工業高等学校
- 福岡市立特別支援学校博多高等学園 - 廃校となった旧御供所小学校を再利用し2004年4月に開園。
- 福岡市立博多小学校
- 福岡市立博多中学校

以上の学校のうち博多部にあるものは博多小学校、博多中学校、博多高等学園の3校である。

### 宿泊施設
- JR九州ホテル ブラッサム博多中央
- THE BLOSSOM HAKATA Premier（ザ・ブラッサム博多プレミア）
- 博多グリーンホテル
- 博多シティホテル
- 博多東急REIホテル
- 博多都ホテル
- ホテルセントラーザ博多
- ホテルニューオータニ博多
- KKRホテル博多

### 交通施設
- 博多駅 - JR九州・JR西日本・福岡市地下鉄の駅。
- 博多バスターミナル - 西鉄バス・昭和バス・JR九州バス・その他高速バス各社のバスターミナル。
- 博多南線 - 福岡県春日市にあるJR西日本・東海道・山陽新幹線博多総合車両所への回送線を旅客線化。
  - 博多南駅 - 博多南線の駅。
  - 博多総合車両所
- 博多運転区
- 博多車掌区
- 博多臨港線
- 博多港
- はかた号 - 西鉄が運行する、福岡市（博多バスターミナル・西鉄天神高速バスターミナル）と東京（バスタ新宿）を結ぶ高速バス。
- 博多電気軌道 - かつて路面電車を運営していた事業者。
- 西鉄博多駅 - かつて西鉄宮地岳線（現・貝塚線）に存在した駅。

### 公的施設・公的機関
- 博多漁港
- 博多警察署
- 博多臨港警察署
- PL62 はかた - 海上保安庁のはてるま型巡視船の2番船。第七管区海上保安本部福岡海上保安部所属。現在は第十一管区海上保安本部石垣海上保安部所属の「いしがき」に船名変更。先代はかた（えりも型巡視船5番船）は現在の「でじま」。
- 博多郵便局
- 博多北郵便局
- 博多南郵便局
- 博多税務署

### 団体
- 博多祇園山笠振興会
- 博多祇園山笠讃合会
- 博多松囃子振興会
- 博多ごりょんさん・女性の会
- 博多商人塾
- 博多食文化の会
- 博多町人文化連盟
- 博多伝統芸能振興会
- 博多の風
- 博多の歴史と文化の寺社町ネット
- はかた部ランド協議会（博らん協）
- 博多まちづくり

### 祭り・伝統芸能・風習
- 博多どんたく港まつり
- 博多松囃子
- 博多祇園山笠
- 博多おくんち
- 博多灯明ウォッチング
- 博多にわか

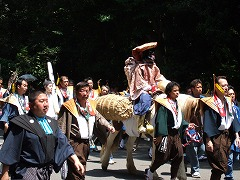
博多松囃子（博多どんたく）

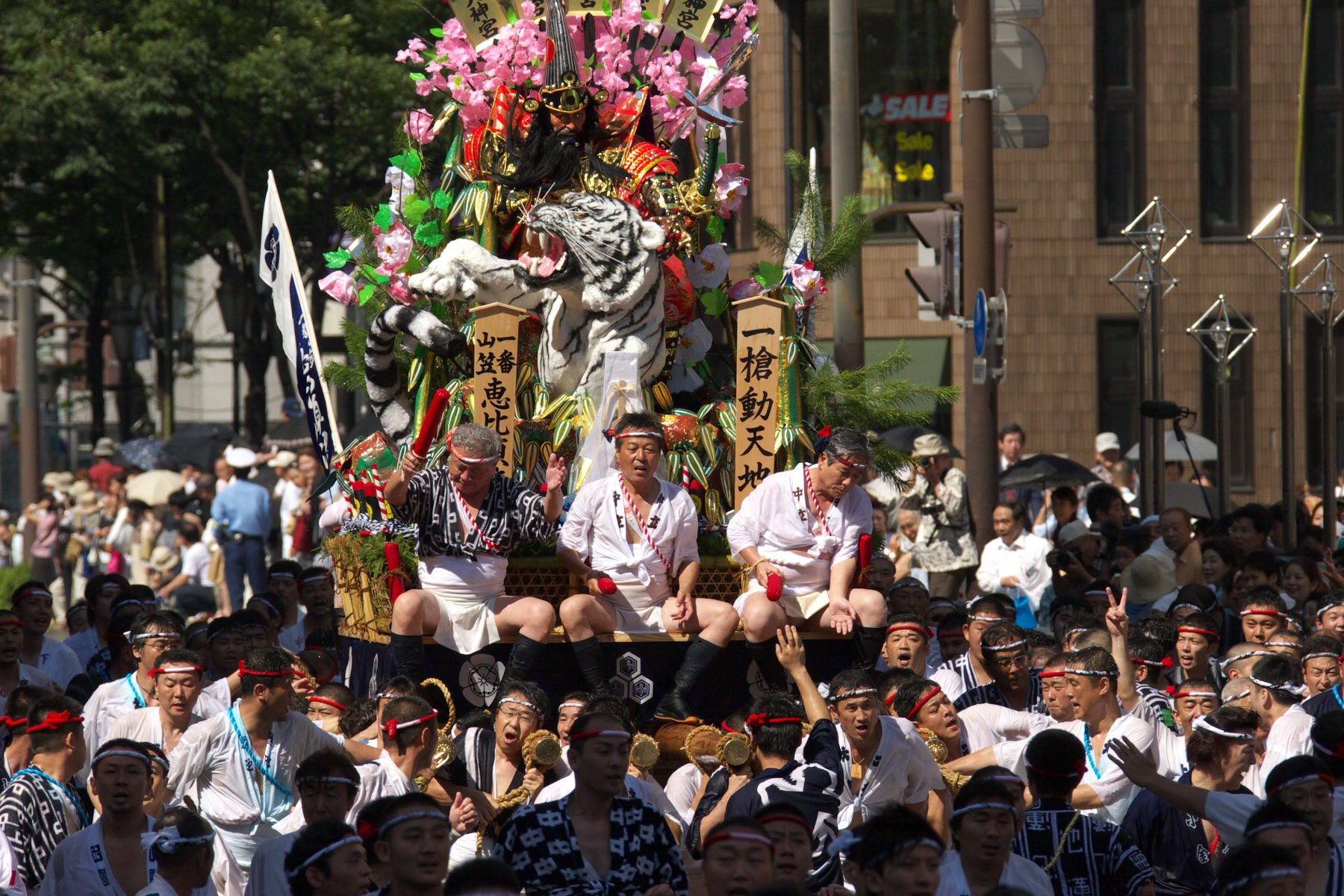
博多祇園山笠

- 博多券番 - 券番（検番）とは芸妓と客を取り持つ事務所のこと。1985年に複数の券番が統合して博多券番となった。
  - 博多をどり - 博多券番の芸妓衆が長唄や民謡を博多座の舞台で披露する。
- 文楽「博多小女郎浪枕」
- 歌舞伎「恋湊博多諷」
- 博多手一本 - 博多独自の手締め。
- 博多祝い歌（祝いめでた） - 伊勢音頭から派生した博多独自の祝い歌。
- 正調博多節

### 名産物・工芸品
- 辛子明太子（博多明太子）
- 博多ラーメン
- 博多もつ鍋
- 博多水炊き
- 博多うどん - コシのくだけた柔らかさが特徴。ゴボ天（揚げたゴボウ）や丸天（白身魚のすり身を揚げたもの。薩摩揚げに近い）を乗せるのが特徴。
- おきゅうと
- 博多人形
- 博多織
  - 博多 はたおと - 博多織職人を主人公としてNHK福岡放送局が2008年に制作・放送した『福岡発地域ドラマ』シリーズの1作品。
- 博多包丁 - 反り返った峰と鋭く尖った刃先が日本刀を思わせる万能包丁。
- 博多鋏 - 幕末に刀鍛冶が唐鋏の製作に取り組んで生み出された。1887年に博多鋏を名乗る。
- 博多曲物 - スギやヒノキの板材を曲げて作った容器。「まげもん」とも。茶道具の建水や、茶櫃・飯櫃・弁当箱など。
- 博多独楽 - 心棒に鉄を用いる。曲独楽を発祥させた。
- 博多張子
- 筑前博多矢

### 土産菓子
- 博多通りもん
- 博多の梅
- 博多の女
- 雪うさぎ
- 鶏卵素麺
- 筑紫もち
- 鶴乃子
- ひよ子（発祥は飯塚市）
- 千鳥饅頭（発祥は飯塚市）
- 博多ぶらぶら
- 博多ぽてと
- 博多銘菓にわかせんぺい

### 酒類
- 博多の華（本格焼酎。久留米市の福徳長酒類久留米工場にて製造）

### ご当地ソング
- 「博多小女郎波枕」　歌：東海林太郎
- 「博多川」　歌：嶺鶯
- 「博多子守唄」　歌：小柳ルミ子
- 「博多純情」　歌：鳥羽一郎
- 「博多情話」　歌：細川たかし
- 「博多どんたく」　歌：三波春夫
- 「博多中洲は雨あがり」　歌：黒沢明とロス・プリモス
- 「博多人形」　歌：島倉千代子
- 「博多の女」　歌：尾形大作
- 「博多の女」　歌：北島三郎
- 「博多ばやし」　歌：村田英雄
- 「博多ブルース」　歌：西田佐知子
- 「博多みれん」　歌：野口五郎（デビュー曲）
- 「博多山笠女節」　歌：長山洋子
- 「博多夜舟」　歌：大月みやこ
- 「夜の博多は恋の町」　歌：都はるみ
- 「博多っ子純情」　歌：チューリップ
- 「俺が博多の無法松」　歌：海援隊
- 「博多追い山青春ならし」　歌：ピース
- 「京都から博多まで」　歌：藤圭子

### 漫画・小説・文筆
- 『博多っ子純情』　作：長谷川法世
- 『博多姉妹』　作：長谷川法世
- 『博多弁の女の子はかわいいと思いませんか?』  作：新島秋一
- 『博多学』　作：岩中祥史

### 人物
博多華丸・大吉
吉本興業東京本社への移籍に合わせて「鶴屋華丸・亀屋大吉」から現在の芸名に変更。
博多淡海 (初代)
にわか好きの大工職人からプロ役者に転向。一座「淡海劇団」を率い、博多のみならず福岡県内外を回った。
博多淡海 (2代目)
初代博多淡海の子。藤山寛美に誘われ松竹新喜劇に入団。跳び上がり婆さんの役で人気を博す。
木村進（3代目博多淡海）
2代目博多淡海の子。吉本新喜劇の座長となる。
HKT48
HAKATA48の略称で、福岡市を拠点に活動するAKB48グループである。かつて中央区地行浜のホークスタウン内に専用劇場を持っていた。専用劇場を失っていた時代は、中央区天神の西鉄ホールと博多区千代のパピヨン24ガスホール、中央区渡辺通のスカラエスパシオを拠点に活動していたが、現在はE-ZO FUKUOKAにある西日本シティ銀行HKT48劇場を拠点に引き続き活動中。

### 検定
- 博多っ子検定

### 唱歌
1900年（明治33年）に大和田建樹が作詞した『鉄道唱歌』第2集山陽九州編では、博多と福岡の合併からまもない時期であり、作者の誤解もあって、以下のように「博多」と「福岡」を混同してこの地域を歌った。
40.織物産地と知られたる　博多は黒田の城のあと　川をへだてて福岡の　町もまぢかくつづきたり

### そのほか
- アクティブハカタ - 博多（綱場町）に拠点を置く芸能事務所。橋本環奈などを輩出。
- 博多美人
- 博多遺跡群 - 博多駅北側の南北1.6km東西0.8kmの地域にある縄文時代晩期から中世までの遺物・遺構を残す遺跡群。
  - 博多1号墳 - 5世紀（古墳時代中期）の古墳。
- 博多ステークス - 小倉競馬場で開催されている特別競走の一つ。
- 博多コネクティッド - 2019年から博多駅周辺で進行中の再開発計画。

### 「福博」を冠する事物
- 福博であい橋
- 福博会（指定暴力団）
- 福博電気軌道→福博電車（のちに西日本鉄道福岡市内線）